# 希奧利艾國際機場
希奥利艾机场，又称“佐克尼艾机场”，位于立陶宛北部城市希奥利艾东南方向7千米处，是一座军民合用机场。
希奥利艾机场是前苏联最大的军用机场之一。该机场曾是苏联空军第53轰炸机飞行团（53 APIB）、第196军事运输飞行团（196 VTAP）和第117独立飞行团（117 OAP）的驻地。希奥利艾机场现为北约波罗的海空中警戒轮值部队的驻地。